# Земляной олень
Земляной олень или мамонт — вымершее животное, важная часть мифологии коми. Их останки часто находят на Севере Европы и России. Вариант широко распространённого у народов Сибири и Дальнего Востока образа мифологического мамонта.

## Место в пантеоне
По представлениям народов коми, земляной олень жил во времена творения мира. Мамонт является создателем рек и ручьёв. Он был так тяжёл, что земля не выдерживала нагрузки. Там, где он ходил, возникали русла рек и ручьёв. В конце концов, произошёл всемирный потоп.
Наряду с мамонтом, в создании гидрологических объектов место было отведено богам Ену и Омэлю: Ен создал воды текучие, а Омэль — стоячие (болота).
Под влиянием русского православия коми узнали о Ноевом ковчеге. Мамонт хотел спастись в нём, однако не смог там поместиться. Земляному оленю пришлось добираться вплавь, но птицы садились к нему на «рога» (бивни) и зверь утонул. С этой трагической ситуацией связано вымирание мамонтов.
Утонувший мамонт переселился жить под землю. Коми-зыряне считали, что и долины рек были созданы мамонтом — это следы его подземных ходов. Коми-рудокопы рассказывали о «подземном чёрте», от которого оставались огромные окаменелости под землёй.

## Применение в ремёслах
Коми и другие народы севера часто находили кости мамонта в отложениях рек, озёр, горных массивов. Из них изготавливали костяные рукоятки, трубки, фигурки. В эпосе коми рассказывается о нартах, сделанных из кости мамонта.

## Примечание
1. ↑  Журнал «Вокруг Света» № 12 (2627) | Декабрь 1992 Рубрика «Теории невероятности?» Они… существуют? Дата обращения: 25 ноября 2012. Архивировано 25 октября 2012 года.
2. ↑  Топоров В. Н. Мамонт Архивная копия от 26 июля 2019 на Wayback Machine // Мифы народов мира : Энциклопедия. Электронное издание / Гл. ред. С. А. Токарев. М., 2008 (Советская Энциклопедия, 1980).
3. 1 2 3 4  Петрухин, 2005, с. 212.
4. 1 2 3 4  Мифология коми. Мамонт Архивная копия от 4 февраля 2012 на Wayback Machine
5. ↑  7 Июля 2011 г. 10:04 На Колыме зарегистрировано предприятие по сбору костей мамонта. Дата обращения: 25 ноября 2012. Архивировано 30 июля 2012 года.